# Кончовський (струмок)
Кончовський, Канчівський — струмок в Україні, у Міжгірському районі Закарпатської області. Лівий доплив Тереблі (басейн Дунаю).

## Опис
Довжина струмка приблизно 5 км. Формується з багатьох безіменних струмків.

## Розташування
Бере початок на північному сході від гірської вершини Попадя. Тече переважно на південний захід і в селі Синевирська Поляна впадає у річку Тереблю, праву притоку Тиси.